# Kiefer Sutherland
Kiefer William Frederick Dempsey George Rufus Sutherland (Paddington, Londres, 21 de desembre de 1966) és un actor de cinema i televisió canadenc nascut a Anglaterra. Guanyador de l'Emmy a millor actor de sèrie dramàtica per la seva actuació en la popular sèrie 24, la qual també ha estat guardonada amb el premi a millor sèrie Emmy i altres premis en diferents categories.

## Filmografia

### Director
| Any  | Títol                                               |
| ---- | --------------------------------------------------- |
| 1993 | Darrer alba (Last Light)                            |
| 1998 | Últimes conseqüències (Truth or Consequences, N.M.) |
| 2000 | Es busca dona (Woman Wanted)                        |

### Actor
| Any            | Títol                                                           |
| -------------- | --------------------------------------------------------------- |
| 1983           | Hola, Mr. Dugan (Max Dugan Returns)                             |
| 1984           | El nen de la badia (The Bay Boy)                                |
| 1986           | Homes enfrontats (At Close Range)                               |
| 1986           | Brotherhood of Justicie                                         |
| 1986           | Compta amb mi (Stand by Me)                                     |
| 1986           | Atrapada en el silenci (Trapped in Silence)                     |
| 1987           | Crazy Moon                                                      |
| 1987           | La terra promesa (Promised Land)                                |
| 1987           | Joves Ocults (The Lost Boys)                                    |
| 1988           | Nits de neó (Bright Lights, Big City)                           |
| 1988           | 1969                                                            |
| 1988           | Arma jove (Young Guns)                                          |
| 1989           | Dos renegats (Renegades)                                        |
| 1990           | Línia mortal (Flatliners)                                       |
| 1990           | Flashback                                                       |
| 1990           | El gàngster i la corista (Chicago Joe and the Showgirl)         |
| 1990           | El Príncep Trencanous (The Nutcracker Prince)                   |
| 1990           | Young Guns 2: Intrèpids malfactors (Young Guns II)              |
| 1992           | Alguns homes bons (A Few Good Men)                              |
| 1992           | Aturada clínica (Article 99)                                    |
| 1992           | Twin Peaks: Els últims dies de Laura Palmer (Fire Walk With Me) |
| 1993           | Els tres mosqueters (The Three Musketeers)                      |
| 1993           | Darrer alba (Last Light)                                        |
| 1993           | The Vanishing (Secuestrada)                                     |
| 1994           | Armitage III                                                    |
| 1994           | Teresa's Tattoo                                                 |
| 1994           | Dos cowboys a Nova York (The Cowboy Way)                        |
| 1995           | Duke of Groove                                                  |
| 1995           | Cumbres del poder (Hourglass)                                   |
| 1996           | Tensió a l'autovia (Freeway)                                    |
| 1996           | Temps de matar (A Time to Kill)                                 |
| 1996           | Eye for an Eye                                                  |
| 1997           | Frankie the Fly (The Last Days of Frankie the Fly)              |
| 1998           | Atrapada (The Break Up)                                         |
| 1998           | Últimes conseqüències (Truth or Consequences, N.M.)             |
| 1998           | Ground Control                                                  |
| 1998           | Dark City                                                       |
| 1998           | A Soldier's Sweetheart                                          |
| 1999           | Visions estranyes (After Alice)                                 |
| 2000           | Trossets picants (Picking Up the Pieces)                        |
| 2000           | Generació Beat (Beat)                                           |
| 2000           | Ring of Fire                                                    |
| 2000           | The Royal Way                                                   |
| 2000           | Coartada criminal (The Right Temptation)                        |
| 2000           | Es busca dona (Woman Wanted)                                    |
| 2001           | Paradís trobat (Paradise Found)                                 |
| 2001           | Més enllà del deure (To End All Wars)                           |
| 2001           | Cowboy Up                                                       |
| 2001 - 2010    | 24                                                              |
| 2002           | Dead Heat                                                       |
| 2002           | Phone Booth                                                     |
| 2002           | Darrere de la porta vermella (Behind the Red Door)              |
| 2002           | Bales al desert (Desert Saints)                                 |
| 2004           | Vides alienes (Taking Lives)                                    |
| 2006           | Salvatge (The Wind)                                             |
| 2006           | L'Ombra de la Sospita (The Sentinel)                            |
| 2008           | Mirrors                                                         |
| 2008           | Call of Duty: World at War (veu)                                |
| 2008           | Corner Gas                                                      |
| 2008           | 24: Redemtion                                                   |
| 2009           | Monstres contra Alienígenes (veu)                               |
| 2010           | Twelve                                                          |
| 2010           | Marmaduke                                                       |
| 2011           | Melancolia                                                      |
| 2011           | The Confession                                                  |
| 2012 - 2013    | Thouch                                                          |
| 2013           | El fonamentalista recent                                        |
| 2014           | Pompeii                                                         |
| 2014           | 24: Live Another Day                                            |
| 2014           | Metal Gear Solid V: Ground Zeroes (Veu)                         |
| 2015           | Metal Gear Solid V: The Phantom Pain (Veu)                      |
| 2016           | Zoolander 2                                                     |
| 2016           | Forsaken                                                        |
| 2016 - present | Designated Survivor                                             |
| 2017           | Flatliners                                                      |
| 2022           | El contractista (The Contractor)                                |

### Productor
| Any  | Títol                                   |
| ---- | --------------------------------------- |
| 1994 | Sospitosa identitat (Neutral Selection) |
| 2001 | 24 (Sèrie de Televisió)                 |

## Guardons
Premis Emmy
| Any  | Categoria                       | Treball | Resultat  |
| ---- | ------------------------------- | ------- | --------- |
| 2002 | Millor actor de Sèrie Dramàtica | 24      | Nominat   |
| 2003 | Millor actor de Sèrie Dramàtica | 24      | Nominat   |
| 2003 | Millor Sèrie Dramàtica          | 24      | Nominat   |
| 2004 | Millor actor de Sèrie Dramàtica | 24      | Nominat   |
| 2004 | Millor Sèrie Dramàtica          | 24      | Nominat   |
| 2005 | Millor actor de Sèrie Dramàtica | 24      | Nominat   |
| 2006 | Millor Sèrie Dramàtica          | 24      | Guanyador |
| 2006 | Millor actor de Sèrie Dramàtica | 24      | Guanyador |
| 2007 | Millor actor de Sèrie Dramàtica | 24      | Nominat   |

Premis Genie
| Any  | Categoria                             | Treball     | Resultat |
| ---- | ------------------------------------- | ----------- | -------- |
| 1985 | Millor Actuació en un Paper Principal | The Bay Boy | Nominat  |

Premis Globus d'Or
| Any  | Categoria                                        | Treball       | Resultat  |
| ---- | ------------------------------------------------ | ------------- | --------- |
| 2002 | Millor Actuació d'un Actor en una Sèrie de Drama | 24            | Guanyador |
| 2003 | Millor Actuació d'un Actor en una Sèrie de Drama | 24            | Nominat   |
| 2004 | Millor Actuació d'un Actor en una Sèrie de Drama | 24            | Nominat   |
| 2006 | Millor Actuació d'un Actor en una Sèrie de Drama | 24            | Nominat   |
| 2007 | Millor Actuació d'un Actor en una Sèrie de Drama | 24            | Nominat   |
| 2008 | Millor Actuació d'un Actor en una pel·lícula     | 24 Redemption | Nominat   |

Festival de Televisió de Montecarlo
| Any  | Categoria                           | Treball | Resultat  |
| ---- | ----------------------------------- | ------- | --------- |
| 2006 | Millor Productor Internacional      | 24      | Guanyador |
| 2006 | Millor Actor en una Sèrie Dramàtica | 24      | Guanyador |

MTV Movie Awards
| Any  | Categoria        | Treball        | Resultat |
| ---- | ---------------- | -------------- | -------- |
| 1997 | Millor "Villano" | Phone Booth    | Nominat  |
| 2004 | Millor "Villano" | A Time to Kill | Nominat  |

Premis People's Choice
| Any  | Categoria                               | Treball | Resultat |
| ---- | --------------------------------------- | ------- | -------- |
| 2006 | Actor Preferit d'una Sèrie de Televisió | 24      | Nominat  |
| 2008 | Actor Preferit d'una Sèrie de Televisió | 24      | Nominat  |

Premis Satellite
| Any  | Categoria                                         | Treball | Resultat  |
| ---- | ------------------------------------------------- | ------- | --------- |
| 2002 | Millor Actuació d'un Actor en una Sèrie Dramàtica | 24      | Guanyador |
| 2003 | Millor Actuació d'un Actor en una Sèrie Dramàtica | 24      | Guanyador |

Premis del Sindicat d'Actors
| Any  | Categoria                                             | Treball | Resultat  |
| ---- | ----------------------------------------------------- | ------- | --------- |
| 2003 | Millor Actuació d'un Actor en una Sèrie Dramàtica     | 24      | Nominat   |
| 2003 | Millor Actuació en un muntatge en una Sèrie Dramàtica | 24      | Nominat   |
| 2004 | Millor Actuació d'un Actor en una Sèrie Dramàtica     | 24      | Guanyador |
| 2005 | Millor Actuació d'un Actor en una Sèrie Dramàtica     | 24      | Nominat   |
| 2005 | Millor Actuació d'un Actor en una Sèrie Dramàtica     | 24      | Nominat   |
| 2006 | Millor Actuació d'un Actor en una Sèrie Dramàtica     | 24      | Guanyador |

Festival de Cinema Slamdunk
| Any  | Categoria                   | Treball      | Resultat  |
| ---- | --------------------------- | ------------ | --------- |
| 2000 | Millor Pel·lícula "Feature" | Woman Wanted | Guanyador |

Premis Teen Choice
| Any  | Categoria                                    | Treball | Resultat |
| ---- | -------------------------------------------- | ------- | -------- |
| 2006 | "Choice TV Actor - Drama / Action Adventure" | 24      | Nominat  |

Television Critics Association Awards
| Any  | Categoria                                | Treball | Resultat |
| ---- | ---------------------------------------- | ------- | -------- |
| 2002 | Millor Assoliment Individual en un Drama | 24      | Nominat  |
| 2003 | Millor Assoliment Individual en un Drama | 24      | Nominat  |
| 2004 | Millor Assoliment Individual en un Drama | 24      | Nominat  |
| 2005 | Millor Assoliment Individual en un Drama | 24      | Nominat  |
| 2006 | Millor Assoliment Individual en un Drama | 24      | Nominat  |